# Добежин (Куявсько-Поморське воєводство)
Добежин (пол. Dobierzyn, нім. Nahwalde) — село в Польщі, у гміні Любранець Влоцлавського повіту Куявсько-Поморського воєводства.
Населення — 208 осіб (2011).
У 1975-1998 роках село належало до Влоцлавського воєводства.

## Демографія
Демографічна структура станом на 31 березня 2011 року:
|          | Загалом | Допрацездатний вік | Працездатний вік | Постпрацездатний вік |
| -------- | ------- | ------------------ | ---------------- | -------------------- |
| Чоловіки | 106     | 28                 | 69               | 9                    |
| Жінки    | 102     | 26                 | 61               | 15                   |
| Разом    | 208     | 54                 | 130              | 24                   |